# Liu Chun-yi
Liu Chun-yi (劉君儀T, Liú JūnyíP; Taipei, 23 gennaio 1981) è un'ex cestista taiwanese.

## Carriera
Con Taiwan ha disputato due edizioni dei Campionati mondiali (2002, 2006).